# Hyalomma dromedarii
Hyalomma dromedarii es una especie de garrapata dura del género Hyalomma, familia Ixodidae, orden Ixodida.  Los estadios se desarrollan en mamíferos, aves, reptiles y muy habitualmente en camélidos.

## Distribución
Se distribuye por Túnez, Afganistán, Argelia, Burkina Faso, República Centroafricana, Chad, Yibuti, Egipto, Eritrea, Etiopía, India, Israel, Jordania, Kenia, Libia, Malí, Mauritania, Marruecos, Níger, Senegal, Somalia y Sudán.

## Taxonomía
Fue descrita por Koch en 1844.